# حفرية إس تي إس 71

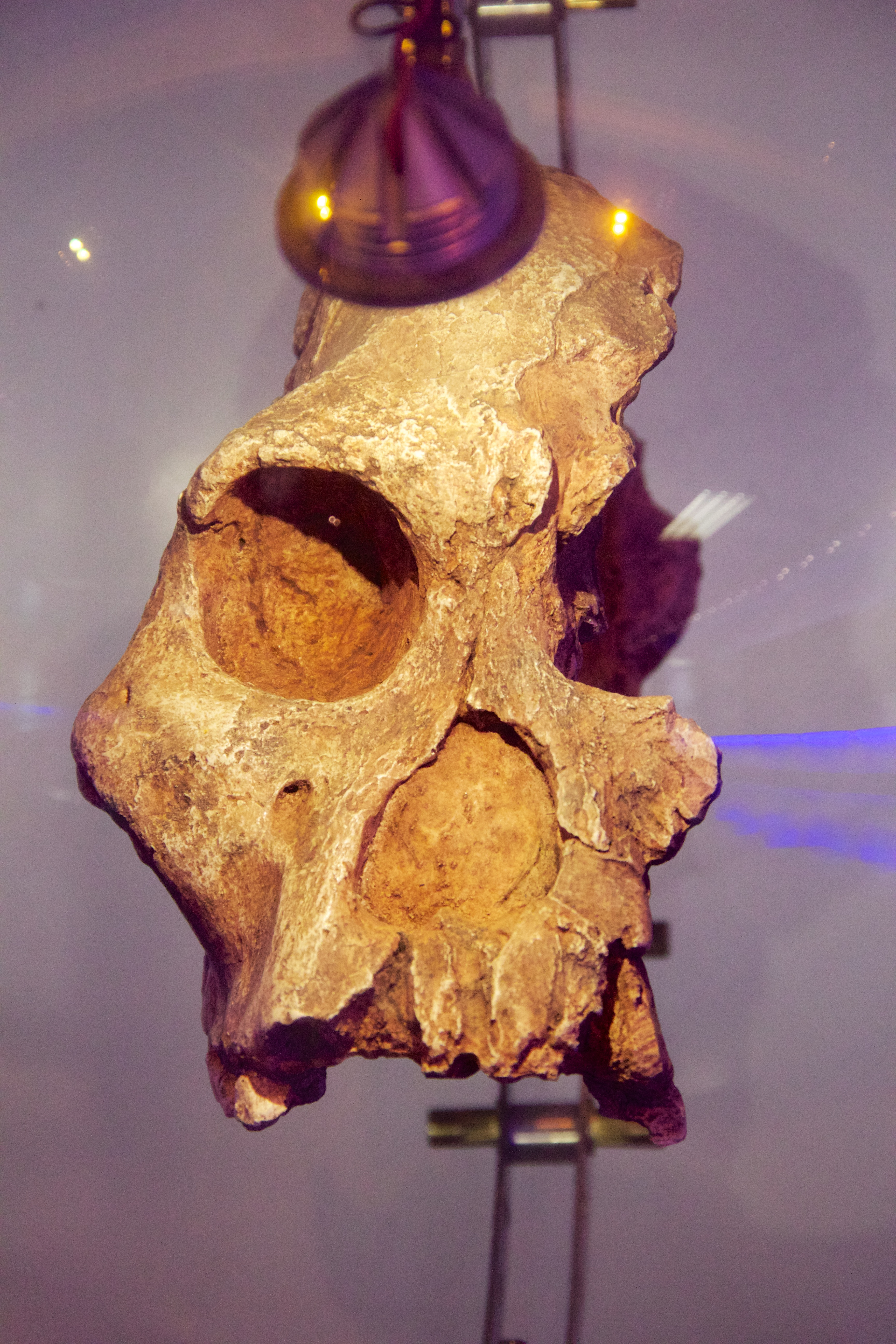

حفرية إس تي إس 71 هي جمجمة متحجرة من نوع أوسترالوبيثيكوس الأفريقي Australopithecus africanus. تمّ اكتشافها في منطقة ستيركفونتين Sterkfontein بجنوب إفريقيا من قبل روبرت بروم عام 1947. وفي عام 1972، ربط جون والاس حفريّة إس تي إس 71 مع إس تي إس 36، وهي حفريّة لفكّ سفلي عُثر عليها في نفس الطّبقة عن طريق مطابقة أنماط اهتراء الأسنان. ويقدّر عمر الحفريّة بما يقارب 2.5 مليون سنة.
تتضمّن السمات المميزة لهذه الحفريّة حجم وجه وتعابير وجه أصغر من غيرها من العيّنات الأنثويّة الأخرى التابعة لنوع الأوسترالوبيثيكوس، ويشير حجم أسنان الحفريّة أيضاً إلى أنّها تعود إلى ذكر. يظهر في الوجه بروز للأمام، ويدلّ موضع الخطوط الصدغية في أعلى الجمجمة على وجود عضلات مضغ كبيرة. دماغ العينة الأحفورية هو 428 سي سي.